# Bobby Valentín
Bobby Valentín (* 9. Juni 1941 in Orocovis, Puerto Rico), eigentlich Roberto Valentín, auch bekannt als „El Rey del Bajo“ ist ein puerto-ricanischer Salsamusiker und Bandleader.

## Werdegang
Bobby Valentin lernte früh von seinem Vater Gitarre spielen. Als seine Mutter 1947 starb, zog die Familie von Orocovis nach Coamo um. Mit 11 Jahren nahm er mit einem Musikertrio an einem lokalen Talentwettbewerb teil und gewann als Sänger den ersten Preis. Auf Anraten eines Lehrers besuchte Valentin die José I. Quinton Academy of Music, wo er unter anderem Trompete spielen lernte. 1956 verließ seine Familie Puerto Rico und zog nach New York City um, wo Bobby Valentin die George Washington High School und weiterhin Musikunterricht nahm. 1958 machte er die Bekanntschaft mit dem Musiker Joe Quijano und spielte in der Gruppe von Willie Rosario, der aus der gleichen Gegend aufwachsen war wie er. 1963 trat Bobby Valentin der Band von Tito Rodríguez bei und hatte mehrere Auftritte in Venezuela. Er hatte Arrangements für Charlie Palmieri, Joe Quijano, Willie Rosario, und Ray Barretto. Für Raphy Leavitt und Vicentico Valdés spielte er Bass. 1965 bildete Bobby Valentin seine eigene Band und unterschrieb bei Fania Records. Die ersten Hits während seiner Konzerte in Puerto Rico waren „El Mensajero“ und „Young Man With a Horn“. Bobby Valentin wurde auch der erste musikalische Arrangeur der berühmten Gruppe Fania All-Stars und spielte im Song „Descarga Fania“ ein Bassgitarrensolo. 1975 trat Valentin bei Fania-All Stars aus und gründete sein eigenes Plattenlabel „Bronco Records“. ER produzierte „Va a la Carcel“ Vol 1 und Vol 2, die im „El Oso Blanco“, dem ältesten Gefängnis Puerto Ricos aufgenommen wurden. Zu der Zeit war Marvin Santiago der Leadsänger in Bobby Valentins Band und hatte mit „Soy Boricua“ einen großen Hit, der auf den Nationalstolz der Puerto-Ricaner anspielte. 1978 machte der Sänger Cano Estremera sein Debüt in der Band und war mit Songs wie „La boda de ella“ und „Manuel García“ für den weiteren Erfolg der Gruppe verantwortlich. Zusammen mit Larry Harlow, Ismael Miranda, Roberto Roena, Cheo Feliciano und Celia Cruz war Bobby Valentin an zahlreichen musikalischen Produktionen beteiligt. Weihnachten 2002 hatte er mit Marvin Santiagos jüngstem Bruder Billyván Santiago den Hit „Mata la cucaracha“. 2004 folgte die DVD „En Vivo Desde Bellas Artes“ und 2006 wurde sein Lied „El Caiman“ im Videospiel Scarface: The World Is Yours verwandt. 2008 brachte er sein bislang letztes Album „Evolución“ heraus.

## Diskografie
- Ritmo Pa' Goza (1965)
- Young Man With a Horn
- Bad Breath (1966)
- Let's Turn On
- Se La Comió (1969)
- Algo Nuevo (1970)
- Rompecabezas (1971)
- Soy Boricua (1972)
- Rey Del Bajo (1974)
- In Motion
- Va a la Carcel Vol.1
- Va a la Carcel Vol.2
- Afuera
- Musical Seduction
- La Boda De Ella (1999)
- Callate Corazón
- El Gato
- Siempre En Forma
- Gigolo
- Con Mas Amor
- Como Nunca
- 25 Aniversario Del Rey Del Bajo
- Symbol Of Prestige
- La Gran Reunion
- 35 Aniversario Vuelve A La Carcel
- Bobby Valentín & Marvin Santiago
- Donde Lo Dejamos 1997 Canta Marvin Santiago
- Cano Estremera En Accion 1984
- Evolution 2008